# Conversations-lexikon

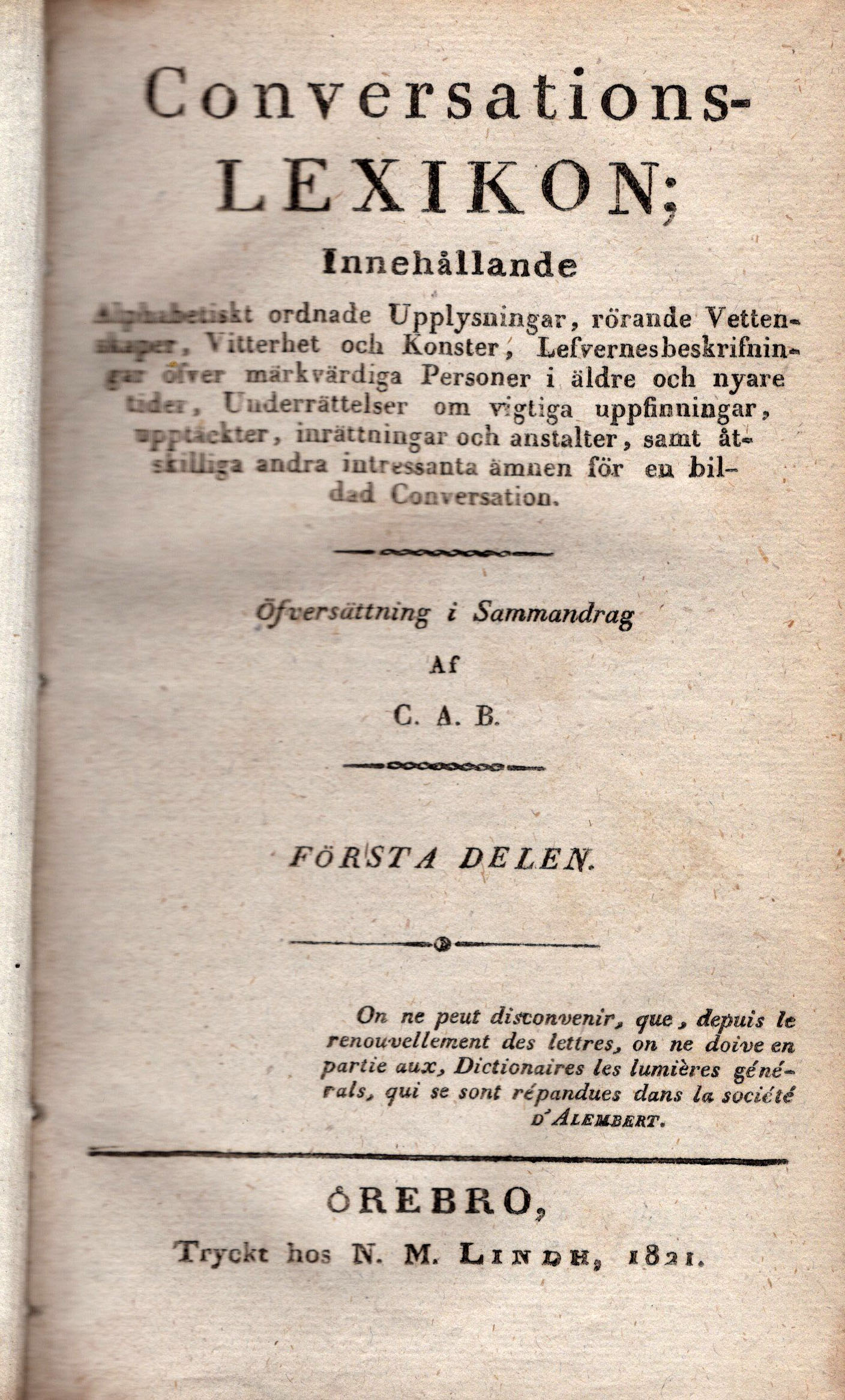
Titelbladet till första delen av Conversations-lexikon.

Conversations-lexikon var ett svenskt uppslagsverk utgiven i fyra band 1821–1826 samt sedan fyra supplementband 1831–1839. Redaktör och utgivare var Carl Adam Blidenberg. Verket är till största delen en översättning i sammandrag av den tyska encyklopedin Brockhaus. Conversations-lexicon är den första uppslagsbok av modern typ i Sverige som klarat av den mödosamma vandringen hela vägen till bokstaven Ö.
I arbetets första fas hade Blidenberg endast tillgång till den gamla förstaupplagan av Brockhaus, först från och med bokstaven C är Conversations-lexicon baserade på den då senaste femte upplagan. Blidenberg skriver i förordet att verket är begränsat för att tilltala fler plånböcker och att det inte gör anspråk på att vara mer än ett verk för främjande av konversation.
På 1830-talet gav Blidenberg sedan ut fyra supplementband, baserade på den sjunde upplagan av Brockhaus.